# Revda, Murmansk oblast
Revda (ryska Ревда) är en stad i Lovozero rajon i Murmansk oblast i Ryssland. Folkmängden uppgår till cirka 8 000 invånare.

## Historia
Revda grundades 1950 i samband med gruvbrytning av ceriummineralet Loparit.
2009 rapporterade tidskriften Barents Observer att den avstannande gruvbrytningen förmodligen kan komma att innebära att staden på sikt läggs ner och att invånarna förflyttas.

## Personer från orten
- Askold Bazjanov, samisk författare
- Nadezjda Bolsjakova, samisk författare